# ستيفن وليامز (دراج)
ستيفن وليامز (بالإنجليزية: Stephen Williams)‏ هو دراج بريطاني، ولد في 9 يونيو 1996 في آبريستويث في المملكة المتحدة.

## وصلات خارجية
- ستيفن وليامز على موقع الاتحاد الدولي للدراجات (الإنجليزية)
- ستيفن وليامز على موقع أرشيف الدراجات (الإنجليزية)
- ستيفن وليامز على موقع إحصائيات الدراجات الإحترافية (الإنجليزية)
- ستيفن وليامز على موقع نسبة الدراجات (الإنجليزية)
- ستيفن وليامز على موقع اللجنة الأولمبية الدولية (الإنجليزية)
- ستيفن وليامز على موقع اللجنة الأولمبية البريطانية (الإنجليزية)